# ۴-آمینو-۲-متیل-۱-نفتول
۴-آمینو-۲-متیل-۱-نفتول آنالوگی از منادیون است. نمک هیدروکلراید (HCl) آن اغلب ویتامین K۵ نامیده می‌شود.
دوز کشنده خوراکی برای نمک HCl این ماده در موش صحرایی ۰٫۷ گرم بر کیوگرم است.